# Церковь в Хвальсее
Церковь в Хвальсее (дат. Hvalsø (Hvalsey) kirke) — руины церкви в покинутом скандинавском поселении Хвальсей на юге Гренландии (современный Какорток). Это наиболее сохранное из средневековых зданий Гренландии.
Свадьба в этой церкви, отмеченная в документах от сентября 1408 года — последнее задокументированное событие в средневековой истории Гренландии.

## История
Согласно сагам, усадьбу Хвальсей основал Торкелль Фарсеркур, дядя или двоюродный брат Эрика Рыжего, первооткрывателя Гренландии. Христианство прибыло в Гренландию около 1000 года, и в стране начали строить церкви.
Считается, что современное здание церкви было построено в XIV веке, однако археологические раскопки указывают на то, что это не первая церковь на этом месте. Церковь упоминается в нескольких позднесредневековых документах как одна из 10—14 приходских церквей в Восточном поселении.
14 или 16 сентября 1408 года в церкви прошла свадьба Торстейдна Оулафссона и Сигридюр Бьёднсдоуттир. Свадьба упоминалась в письмах епископа Гардара. Позже пара переехала на север Исландии. Эта свадьба является последним задокументированным событием в скандинавской Гренландии.
Существует эскимосская легенда относительно церкви, согласно которой разразилась война между скандинавским вождём Унгортоком и эскимосским вождём К’айссапом. Эскимоссы напали на Хвальсей и сожгли скандинавов в их же домах, но Унгорток спасся со своей семьёй. К’айссап смог убить Унгортока после долгого преследования. Это случилось возле города Уманарссуак. Однако, согласно археологическим данным, большого пожара в поселении не было.

## Постройки
Хвальсей находится на узкой полосе земли на вершине фьорда. Церковь находится примерно в 70 м от воды. Церковь расположена в классической гренландской норвежской усадьбе с несколькими дополнительными смежными зданиями. Усадьба включала в себя большое здание площадью около 1300 квадратных метров. В нем было одиннадцать комнат, сочетающих жилые помещения, банкетный зал размером 8 на 5 метров и залы для скота. Вдали от главного здания находились другие загоны для скота, загон, предназначенный для содержания лошадей, склад на вершине холма и склад на берегу воды.
Здание было построено над более ранним сооружением, относящимся ко времени Эрика Рыжего, и, возможно, это был дом Торкелля Фарсеркура, основателя поселения.

## Архитектура
Церковь имеет длину около 16 м и ширину 8 м. Она была построена в англо-норвежском стиле в начале XIII века. Вокруг церкви жило 30—35 человек. Рядом находилась дамба, определяющая границы поселения.
Церковь была построена из гранитных булыжников. Камни тщательно уложены и установлены. Некоторые из камней весят от 4 до 5 тонн, а некоторые даже больше.
Строительный раствор также использовался, но неизвестно, использовался ли он между камнями или только как штукатурка на наружных стенах. Раствор был сделан из моллюсковых раковин, а потому стены изначально имели белоснежный цвет. Город, рядом с которым находятся руины, называется Какорток (гренл. Qaqortoq), что по-гренландски значит «белое место». Возможно, город был назван в честь цвета церкви.
Стены имеют толщину примерно 1,5 метра. Считается, что у церкви была покрытая торфом деревянная крыша. Все двери и окна построены с использованием притолок, за исключением одного окна на восточном фронтоне, которое имело арку. Внутренние оконные проёмы шире; эта деталь не встречается в исландских церквях, но хорошо известна в ранних церквях в Великобритании, которые могли быть прототипом этой церкви.
Благодаря высокому качеству строительства церковь сопротивляется стихии лучше, чем другие североевропейские сооружения в Гренландии. Тем не менее, она частично разрушилась, в основном потому, что была построена на кладбище. Могилы не были перемещены до начала строительства, что привело к затоплению фундамента.